# Вечерний Николаев
«Вече́рний Никола́ев» — русскоязычная газета в Николаеве, выходящая 3 раза в неделю: во вторник и субботу — до 7 тысяч экземпляров, в четверг — до 10 тысяч. Зарегистрирована как официальный орган Николаевского городского совета.

## История
Первый номер газеты «Вечерний Николаев» вышел 8 сентября 1990 года. С 1994 по 2019 год газету возглавлял Владимир Пучков.
С 1995 года в качестве приложения к изданию выходит детская газета «Малек».
С 2018 года - независимое общественно-политическое издание.

## Тематика
Будучи общественно-политическим изданием, газета размещает на своих страницах материалы различной тематики: официальные объявления горсовета, художественные произведения николаевских литераторов, актуальные проблемные материалы, материалы об истории родного края, жизненные истории, материалы о духовной жизни, новости с актуальными комментариями.